# Le Livre qui parle
 (mars 2025).
Le Livre Qui Parle est une maison d'édition de livres audio, créée en 1986. Son catalogue est constitué d'une sélection d'œuvres classiques.

## Histoire
Le 17 avril 2007 la société a été dissoute.

## Présentation
Le Livre Qui Parle dispose à son catalogue d'environ 150 titres depuis les grands classiques de la littérature, de la poésie, comme La Divine Comédie, Madame Bovary, Pêcheur d'Islande, La Voix de l'auteur, une collection théâtre constituée de textes lus par Eugène Ionesco, Jean Cocteau, Jean Anouilh, Jacques Prévert, André Roussin et certaines des conférences inaugurales du Collège de France avec Roland Barthes, George Steiner, etc.

## Technologie
En plus des formats audio et MP3, Le Livre Qui Parle développe une application en 2011 pour Apple Store pour Iphone/IPod.